# Martin Lawrence
Martin Fitzgerald Lawrence (født 16. april 1965), er en amerikansk skuespiller, filminstruktør , filmproducer, manuskriptforfatter og standupkomiker. Han opnåede berømmelse i 1990'erne, som en førende skuespiller, især i Hollywood filmene Bad Boys, Blue Streak og Big Momma's House. Lawrence har medvirket i utallige film og havde sin helt egen meget populære tv-serie, Martin, fra 1992 til 1997.

## Tidlige liv
Lawrence, andet barn af seks børn, blev født i Frankfurt am Main, Hessen i Tyskland den 16. april 1965 af amerikanske forældre. Han fik sit fornavn efter borgerrettighedsforkæmper Martin Luther King og hans mellemnavn efter den amerikanske præsident John F. Kennedy. Hans far, John Lawrence, tjente i den amerikanske hær. Efter hans forældre blev skilt, da han var otte, så han sjældent sin far, der arbejdede som politibetjent på det tidspunkt. Hans mor, Cholra (født Bailey), begyndte at tage forskellige og flere job, for at styrke hendes familie yderligere. I sine ungdomsår dyrkede Lawrence boksning. Han boede i Maryland og gik på Thomas G. Pullen School of Creative and Performing Arts (Landover, Maryland), Fairmont Heights High School, Eleanor Roosevelt High School og også Friendly High School i Fort Washington.

## Personlige liv
Lawrence var forlovet med skuespillerinden Lark Voorhies i 1993. Han giftede sig med Patricia Southall, en tidligere Miss Virginia USA, i 1995. Lawrence og Southall har en datter sammen, Jasmin Page, født 15. januar 1996. De blev skilt i 1997.[kilde mangler] Gennem slutningen af 1997, var Lawrence i et forhold med Shamicka Gibbs. De giftede sig den 10. juli 2010 i Lawrences hjem i Beverly Hills, Californien. Skuespillere Eddie Murphy og Denzel Washington var blandt de 120 bryllupsgæster; Shanice sang Minnie Riperton klassiskeren "Lovin' You" for parret. Lawrence og Gibbs har to døtre sammen: Iyanna Faith (født 9. november 2000) og Amara Trinity (født 20. august 2002). Lawrence og Gibbs blev skilt i april 2012 og har også fælles forældremyndighed.
Lawrence ejer en gård i nærheden af Purcellville, Virginia. I mange år ejede han en stor herskabsvilla i det eksklusive Beverly Park, men solgte det i juni 2012 efter skilsmissen.

### Lov- og sundhedsmæssige problemer
I juli 1995, mens optagelserne til A Thin Line Between Love and Hate var i gang, kom Lawrence ud i et voldsomt raseri og blev derefter indlagt på Cedars-Sinai Medical Center.
Den 8. maj 1996 blev han meget uberegnelig og anholdt, efter at han angiveligt svingede en pistol og skreg "They're trying to kill me!" på turister på Ventura Boulevard i Los Angeles og blev derefter indlagt med sin PR med angivelse af "udmattelse og dehydrering". Den 19. august 1996 blev han anholdt i Bob Hope Airport efter han havde en ladt pistol i sin kuffert. I marts 1997 blev Lawrence anholdt igen efter et slagsmål med en mand på en natklub i Hollywood.
I 1997 indgav Lawrences medspiller i hans tv-serie, Martin, Tisha Campbell-Martin en retssag mod Lawrence og seriens producere for seksuel chikane samt verbale og fysiske overfald. HBO fik afviklet retssagen, så seriens sidste sæson kunne fuldføres. Tisha Campbell-Martin blev enig om at være med til, at afslutte sæsonen på den betingelse, at hun ikke i nogen scener i de sidste to episoder, skulle spille sammen med Lawrence.
I august 1999 var Lawrence i en tre-dages koma efter at være kollapset af hedeslag, mens han var på en jogging-tur.

## Filmografi
| År   | Titel                               | Rolle                                       | Noter                                                                  |
| ---- | ----------------------------------- | ------------------------------------------- | ---------------------------------------------------------------------- |
| 1989 | Do the Right Thing                  | Cee                                         |                                                                        |
| 1990 | House Party                         | Bilal                                       |                                                                        |
| 1990 | Funhouse                            |                                             | Musikvideo fra Kid 'n Play                                             |
| 1991 | Talkin' Dirty After Dark            | Terry Wilson                                |                                                                        |
| 1991 | House Party 2                       | Bilal                                       |                                                                        |
| 1992 | Boomerang                           | Tyler Hawkins                               |                                                                        |
| 1994 | You So Crazy                        | Hamselv                                     | Standupcomedy Executive producer og manuskriptforfatter                |
| 1995 | Bad Boys                            | Marcus Burnett                              |                                                                        |
| 1996 | A Thin Line Between Love and Hate   | Oplæser/Darnell Wright                      | Også instruktør, executive producer, musik tilsynsførende og forfatter |
| 1997 | Nothing to Lose                     | Terrance Paul Davidson                      |                                                                        |
| 1999 | Life                                | Claude Banks                                |                                                                        |
| 1999 | Blue Streak                         | Miles Logan/Kriminalbetjent Malone          |                                                                        |
| 1999 | Girl's Best Friend af Jay-Z         | Miles Logan as "The Pizza Man" / Hamselv    | Musikvideo                                                             |
| 2000 | Big Momma's House                   | Malcolm Turner/Big Momma                    | Også executive producer                                                |
| 2001 | What's the Worst That Could Happen? | Kevin Caffrey                               | Også executive producer                                                |
| 2001 | Black Knight                        | Jamal Walker/Skywalker                      | Også executive producer                                                |
| 2002 | Martin Lawrence Live: Runteldat     | Hamselv                                     | Også executive producer Standupcomedy                                  |
| 2003 | National Security                   | Earl Montgomery                             | Også executive producer                                                |
| 2003 | Bad Boys II                         | Marcus Burnett                              |                                                                        |
| 2005 | Rebound                             | Roy McCormick/Preacher Don                  | Også executive producer                                                |
| 2006 | Big Momma's House 2                 | Malcolm Turner/Big Momma                    | Også executive producer                                                |
| 2006 | Open Season                         | Boog                                        | Kun stemme                                                             |
| 2007 | Wild Hogs                           | Bobby Davis                                 |                                                                        |
| 2008 | Welcome Home Roscoe Jenkins         | Dr. R.J. Stevens/Roscoe Steven Jenkins, Jr. |                                                                        |
| 2008 | College Road Trip                   | Chief James Porter                          |                                                                        |
| 2010 | Death at a Funeral                  | Ryan Barnes                                 |                                                                        |
| 2011 | Big Mommas: Like Father, Like Son   | Malcolm Turner/Big Momma                    |                                                                        |

### TV
- What's Happening Now!! (1987-1988)
- Martin (1992-1997)
- Def Comedy Jam (1992-1993)
- Love That Girl! (executive producer)

### Diskografi
- Martin Lawrence Live Talkin' Shit (1993)
- Funk It (1995)